# Heci
Heci – wieś w Rumunii, w okręgu Jassy, w gminie Lespezi. W 2011 roku liczyła 1979 mieszkańców.